# Geografia di Black Clover
Il mondo della serie manga Black Clover è suddiviso in vari regni e nazioni in cui la magia è uno degli elementi essenziali, utilizzata, in almeno quattro di loro, come principale mezzo militare.

## Regno di Clover
Il Regno di Clover (クローバー王国?, Kurōbā Ōkoku) è la principale ambientazione del manga. È suddiviso in tre regioni, quella Nobile, al centro, quella Popolare, sviluppata intorno a quella Nobile, e quella Plebea, sui confini. Il regno è governato dalle tre famiglie reali: Kira, Silva e Vermillion, mentre l'Assemblea Magica funge da legislatura e magistratura del regno. Il corpo militare è formato dai Cavalieri Magici, suddivisi in nove squadre e comandati dall'Imperatore Magico, il quale ha inoltre il compito di difendere il sovrano del regno. La casta nobile è molto superba e fiera dei suoi titoli, tendendo per la maggior parte a disprezzare i membri di rango inferiore. Nonostante i plebei e i popolani siano accettati nei Cavalieri Magici, questi pregiudizi li seguono, anche se hanno una grande quantità di mana. La moneta del regno è lo Yul (ユール?, yūru).
Nella regione nobile vi risiedono le famiglie aristocratiche e vi si trovano la Capitale reale (王都?, Oto), dove si trovano le sedi delle famiglie reali e il quartier generale del corpo dei Cavalieri Magici, nonché il Parlamento della Magia, e la città di Raque (ラクエ?, Rakue), una nota località turistica. Nella regione popolare sono presenti Kikka (キッカ?, Kikka) il cui punto forte è il commercio, con la presenza di molti mercati e di un fiorente mercato nero sotterraneo; Nairn (ネアン?, Nean), un villaggio a nord in cui opera sorella Theresa e in cui vivono Marie, la sorella di Gauche, e Rebecca e Kiten (きてん?, Kiten), una città di confine che subisce un attacco da parte del Regno di Diamond, sventato poi dall'Alba Dorata e dal Toro Nero. Nella regione plebea vi si trovano Hage (ハージ?, Hāji) piccolo villaggio di confine dove sono cresciuti Asta e Yuno e Sosshi (ソッし?), piccolo villaggio che Asta, Magna e Noelle salvano da Heath Grice. Qui sorgeva anche il villaggio degli elfi, in cui molti secoli prima della narrazione vivevano gli elfi.

### Dungeon
Il Dungeon (魔宮(ダンジョン)?, Danjon) è un labirinto in cui Regno di Clover e Regno di Diamond si scontrano per la prima volta all'interno della serie per il controllo dei tesori qui contenuti. Qui Asta otterrà la sua seconda spada e Yuno la magia degli spiriti per evocare Sylph.

### Tempio Sommerso
Il Tempio Sommerso (海底神殿?, Kaitei Shinden) è una grande area magica sommersa situata ad est del Regno di Clover. La zona ha diverse strutture in pietra a più livelli, dominate dal tempio vero e proprio. La città è illuminata con un metodo sconosciuto e attorno alle strutture galleggiano diverse bolle d'acqua galleggianti. La città è protetta da correnti molto forti e da una barriera d'acqua magica, indebolite dalla luna piena. A seconda del loro grado gli abitanti hanno vestiti differenti; i sacerdoti indossano abiti colorati e maschere a forma di animali marini. Adorano il dio del mare con il canto e la danza, sfruttate anche come tipologia di magia all'interno del tempio. Il tempio è la struttura più grande della città e qui il sommo sacerdote mette alla prova coloro che vengono alla ricerca della pietra magica, facendoli combattere contro i sacerdoti del tempio, autorizzati a viaggiare in superficie qualora battessero il loro avversario. I corridoi labirintici all'interno del tunnel portano a diversi paesaggi.

### Rocce di Gravito
Le Rocce di Gravito (グ ラ ビ ト 岩石 帯?, Gurabito Ganseki-tai) sono una grande area magica situata in una regione boscosa ad ovest del Regno di Clover. La nebbia sempre presente rende questa zona difficile da individuare. La grande concentrazione di mana mantiene a galla diverse grandi rocce, la più grande delle quali ospita un dungeon, usato dall'Occhio Magico della Notte Bianca come nascondiglio. All'interno del dungeon c'è una rete di tunnel, scale e camere e ci sono diversi ingressi all'esterno, che facilitano l'infiltrazione.

### Palazzo reale oscuro
Il Palazzo reale oscuro (「影の王宮?, Kage no Ōkyū) è lo spazio magico tra il mondo dei vivi e il mondo dei morti. Il palazzo è una grande struttura nera a forma di castello, situato all'interno del palazzo reale di Clover. La struttura interna del palazzo ha la forma di una sephirot gigante, con dieci stanze sferiche collegate da corridoi. Le pareti e i pavimenti sono fatti di blocchi di pietra, e i corridoi verticali hanno blocchi galleggianti per facilitare i viaggi. Gli antichi elfi permisero agli uomini di salvaguardare lo spazio magico, ma solo gli elfi della Cerchia di Sefirah, i dieci elfi più potenti, possono aprirlo.

## Regno di Diamond
Il Regno di Diamond (ダイヤモンド王国?, Daiyamondo Ōkoku) è l'eterno nemico di Clover e i due hanno intrapreso varie guerre per il controllo di materiale magico. Il regno è situato a nord di Clover, e viene descritto come un paese estremamente povero di risorse e materie prime, quindi concentra i suoi sforzi sulla costruzione dell'esercito e sull'invasione di altri paesi per rubare terra e risorse. È governato da un sovrano attualmente ignoto, ma in realtà il potere è esercitato dallo studioso di magia Morris, che ha preso il controllo del regno e attualmente lo controlla in segreto. I soldati di Diamond si chiamano Guerrieri Magici, e sono comandati dagli Otto Generali Scintillanti, i guerrieri più forti del regno. Gli studiosi di magia eseguono esperimenti umani per rafforzare il potere dei maghi, incorporano pietre magiche nei bambini con una potente magia e danno loro ulteriori abilità attraverso interventi di ricostruzione. Inoltre, dispone di una squadra di assassini che insegue disertori e altri traditori.
In passato Charlotte Roselay, comandante della Rosa Blu, sconfisse questo regno durante un attacco. Approfittando di un periodo di debolezza di Clover, una squadra comandata da tre Generali Scintillanti attaccherà la città di Kiten per invadere il Regno, ma sarà sconfitta. Mesi dopo, Zenon del Regno di Spade invade Diamond e sconfigge uno dei loro eserciti, tra cui due dei generali. Sei mesi dopo è stato confermato che la maggior parte del territorio del regno sono stati completamente conquistati da Spade, mentre avanzano lentamente verso i regni di Clover e Heart.

## Regno di Spade
Il Regno di Spade (「スペード王国?, Supēdo Ōkoku) è situato ad ovest di Clover, ed è avverso sia a quest'ultimo che a Diamond. Questo paese ha un clima invernale, e presenta la più grande massa terrestre rispetto agli altri regni. È governato da un trio di maghi noto come “Triade Oscura”, che hanno deposto la casa reale del regno, la famiglia Grinberryall, permettendo ai loro soldati di abusare dei cittadini con un debole potere magico e usarli come fonti di energia durante le loro campagne di guerra. Come Diamond, anche Spade ha esteso la sua influenza nella vasta zona neutrale che separa i paesi, nel tentativo di espandere i loro confini e guidare i loro possibili tentativi di conquistare gli altri regni vicini.
Prima del colpo di stato della Triade, il regno era difeso dalla Forza di difesa magica, divisa in almeno quattro divisioni, ognuna comandata da un comandante di divisione che a sua volta prendeva ordini dal comandante in capo. Dopo la salita al potere della Triade, molti dei membri sopravvissuti sono confluiti nella resistenza, composta da ex servitori della casa Grinberryall e da cittadini lealisti.
I membri dell'Alba Dorata in passato respinsero un'invasione proveniente da questo regno. Zenon della Triade Oscura invade in seguito Diamond e sconfigge un esercito, tra cui due generali scintillanti. Sei mesi dopo, Spade ha conquistato la maggior parte di Diamond e la zona neutrale che separa i suoi confini e iniziano ad attraversare i confini della Grande Zona Magica per invadere i regni di Clover e Heart.

## Regno di Heart
Il Regno di Heart (ハート王国?, Hàto Ōkoku) è situato a sud di Clover. Viene descritto come un paese ricco di risorse naturali. I suoi abitanti si sono adattati al forte mana naturale del paese e hanno creato una magia unica, che sfrutta particolari rune per aumentare la potenza e la portata degli incantesimi. Il regno è governato da una principessa discendente da una famiglia che da generazioni ha stretto un patto con lo spirito dell'acqua Undine, e che controlla tutto ciò che accade nel paese, e i suoi confini sono sorvegliati da una potente magia di trappola.
Contrariamente a Diamond e Spade, Heart è in buoni rapporti con il regno di Clover; ai nobili di Clover è permesso infatti presentare richiesta di ingresso e studiare la magia del paese. Il regno inoltre ha un sistema per valutare le abilità e il talento di un mago. Questo sistema è diviso in dieci livelli, con lo zero in cima e il nove in fondo. Il regno è protetto da un gruppo di maghi chiamato Guardiani dello spirito, potenti maghi di livello zero che possono prendere in prestito il potere del mana naturale, e che servono da protettori del regno e della principessa.

## Foresta delle streghe
La Foresta delle streghe (魔女の森?, Majo no Mori) è una piccola nazione indipendente situata tra il Regno di Clover e quello del Diamond in cui vive il popolo delle streghe, di cui faceva parte Vanessa. Il paese è governato dalla Regina delle Streghe. L'intera popolazione è composta da donne con particolari tipi di magia, come le maledizioni. Queste donne non sono autorizzate a vivere al di fuori della foresta e quelle che scelgono di farlo sono considerate fuggitive. Agli uomini e le altre non streghe è proibito entrare nella foresta.

## Terra del Sol Levante
Nazione da cui proviene Yami Sukehiro, comandante del Toro Nero. Vi si parla una lingua diversa da quella di Clover e i suoi abitanti sono versati nella lettura del ki. Attualmente è governato dallo Shogun Ryudo Ryuya. Invece dei grimori, i cittadini usano pergamene per manifestare gli incantesimi.

## Elysia
Elysia (エリュシア?, Eryushia) è un villaggio appartato di elfi situato all'interno dell'area neutrale tra Clover e Heart. Il villaggio ospita i discendenti di Licht e Tetia, e vi abitano anche Patry e i membri del Third Eye. Elysia è inondata di mana intensamente concentrato.